# Agal

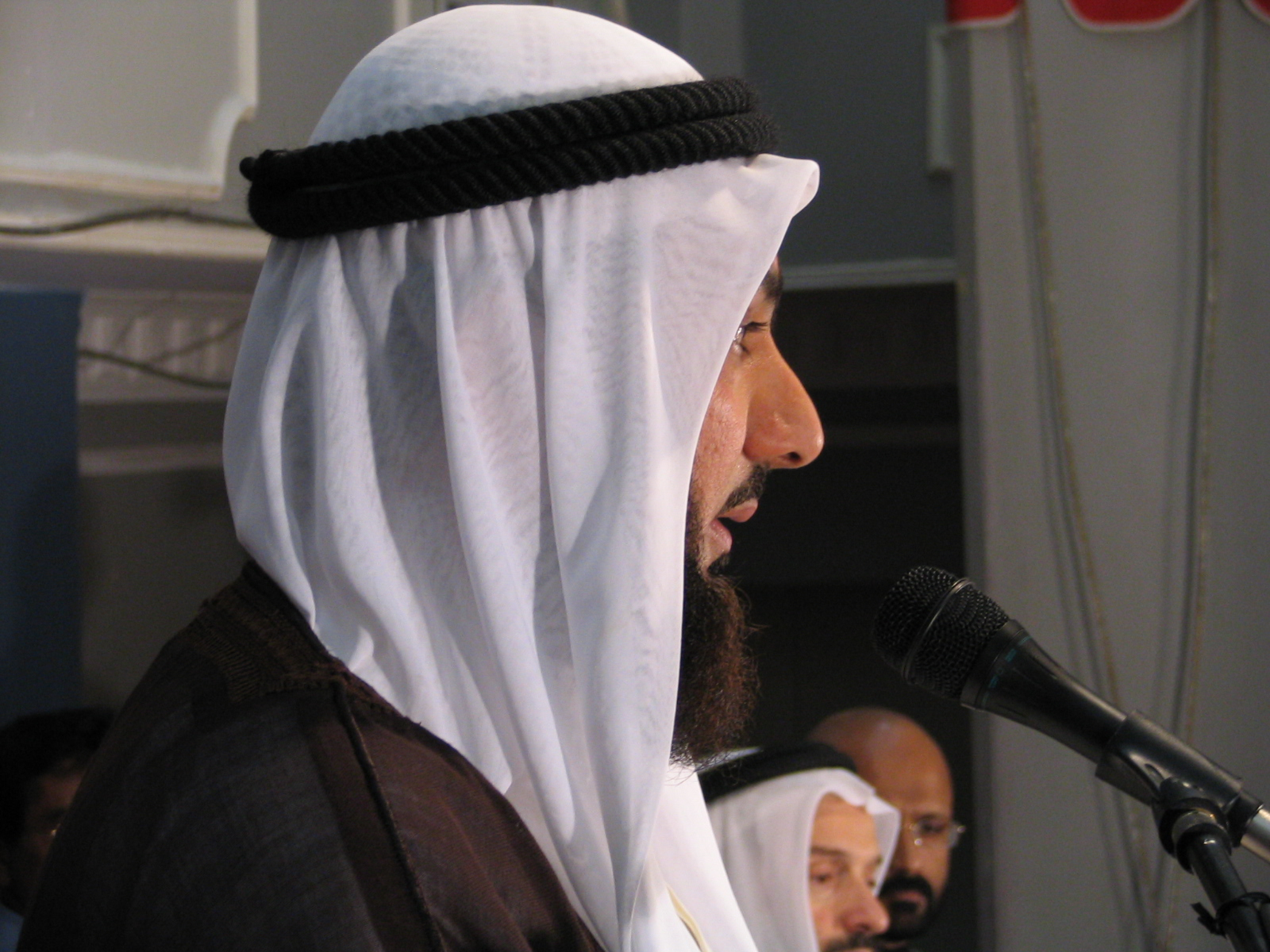

Agal (arab. عقال, ‘iqāl) – specjalny krążek wykonany ze sznurka (najczęściej z koziej sierści), służący do utrzymania na głowie kefiji.
Ma formę skręconego powrozu, najczęściej w kolorze czarnym. Dawniej służył także do pętania nóg wielbłądów w celu uniemożliwienia im ucieczki w nocy lub podczas postojów.